# István Csoknyai
István Csoknyai [ˈiʃtvaːn ˈtʃokɲɒ.i] (* 24. Oktober 1964 in Dunaújváros) ist ein ungarischer Handballtrainer und ehemaliger Handballspieler.

## Spielerlaufbahn

### Verein
Csoknyai stand als Spieler von 1983 bis 1990 bei Dunaferr SE unter Vertrag. In der Saison 1985/86 wurde er an Honvéd Szondi SE ausgeliehen. Von 1990 bis zu seinem Karriereende 2005 lief er für KC Veszprém auf. Mit diesem Verein gewann er zwölfmal die ungarische Meisterschaft und den Pokal sowie 1992 den Europapokal der Pokalsieger. 1993 und 1997 erreichte er das Finale in diesem Wettbewerb. In der EHF Champions League 2001/02 und in der EHF Champions Trophy 2002 unterlag er mit Veszprém dem SC Magdeburg im Finale. Für Veszprém warf er 508 Tore in der Liga, 83 Tore im Pokal und Supercup sowie 97 Tore im Europapokal.

### Nationalmannschaft
Zwischen 1991 und 2004 bestritt István Csoknyai 170 Länderspiele für die ungarische Nationalmannschaft, in denen er 168 Tore erzielte. Er spielte bei den Olympischen Spielen 1992 in Ungarns Nationalauswahl. Zudem nahm er an den Europameisterschaften 1994, 1996 und 1998 sowie an den Weltmeisterschaften 1993, 1997 und 1999 teil.

### Erfolge
- 12× Ungarischer Meister: 1992, 1993, 1994, 1995, 1997, 1998, 1999, 2001, 2002, 2003, 2004, 2005
- 12× Ungarischer Pokalsieger: 1992, 1993, 1994, 1995, 1996, 1998, 1999, 2000, 2002, 2003, 2004, 2005
- Europapokalsieger der Pokalsieger: 1992
  - Finalist: 1993 und 1997
- Champions-League-Finalist: 2002

## Trainerlaufbahn
Csoknyai war ab 2005 Co-Trainer bei KC Veszprém und wurde im September 2009 Cheftrainer der Nationalmannschaft Ungarns, die er bis Juli 2010 betreute. 2014 gab er seinen Posten bei Veszprém ab und übernahm das Traineramt von Balatonfüredi KSE, wo er bis 2020 blieb. Im Oktober 2018 übernahm Csoknyai nochmals die ungarische Nationalmannschaft, die er bis zum Saisonende 2018/19 trainierte.

### Erfolge
- 9× Ungarischer Meister: 2006, 2008–2015
- 8× Ungarischer Pokalsieger: 2007, 2009–2015
- Europapokalsieger der Pokalsieger: 2008
- SEHA-Liga-Sieger: 2015
- Champions-League-Finalist: 2015